# Schweizer Filmarchiv

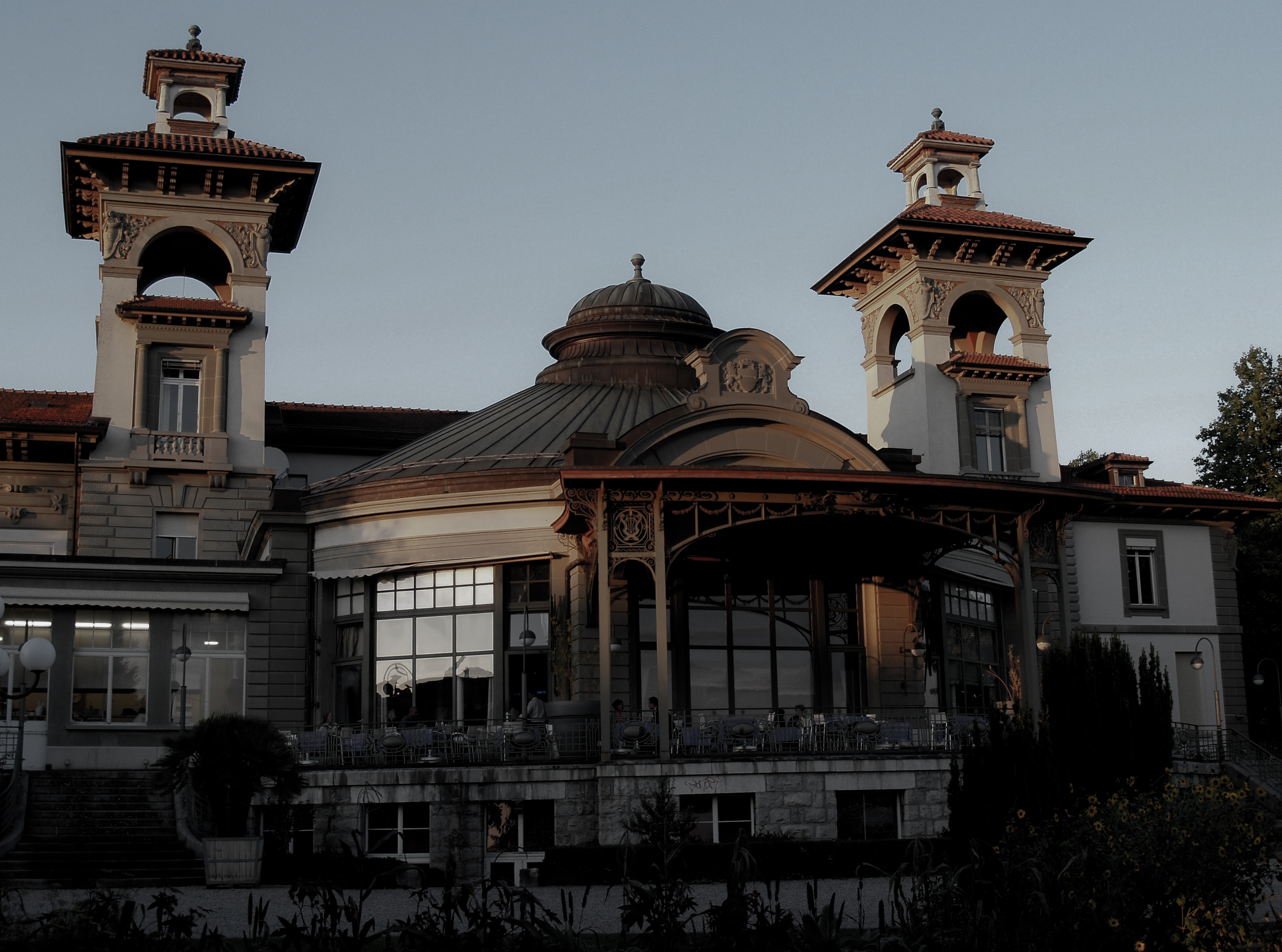
Sitz der Cinémathèque im Casino Montbenon in Lausanne

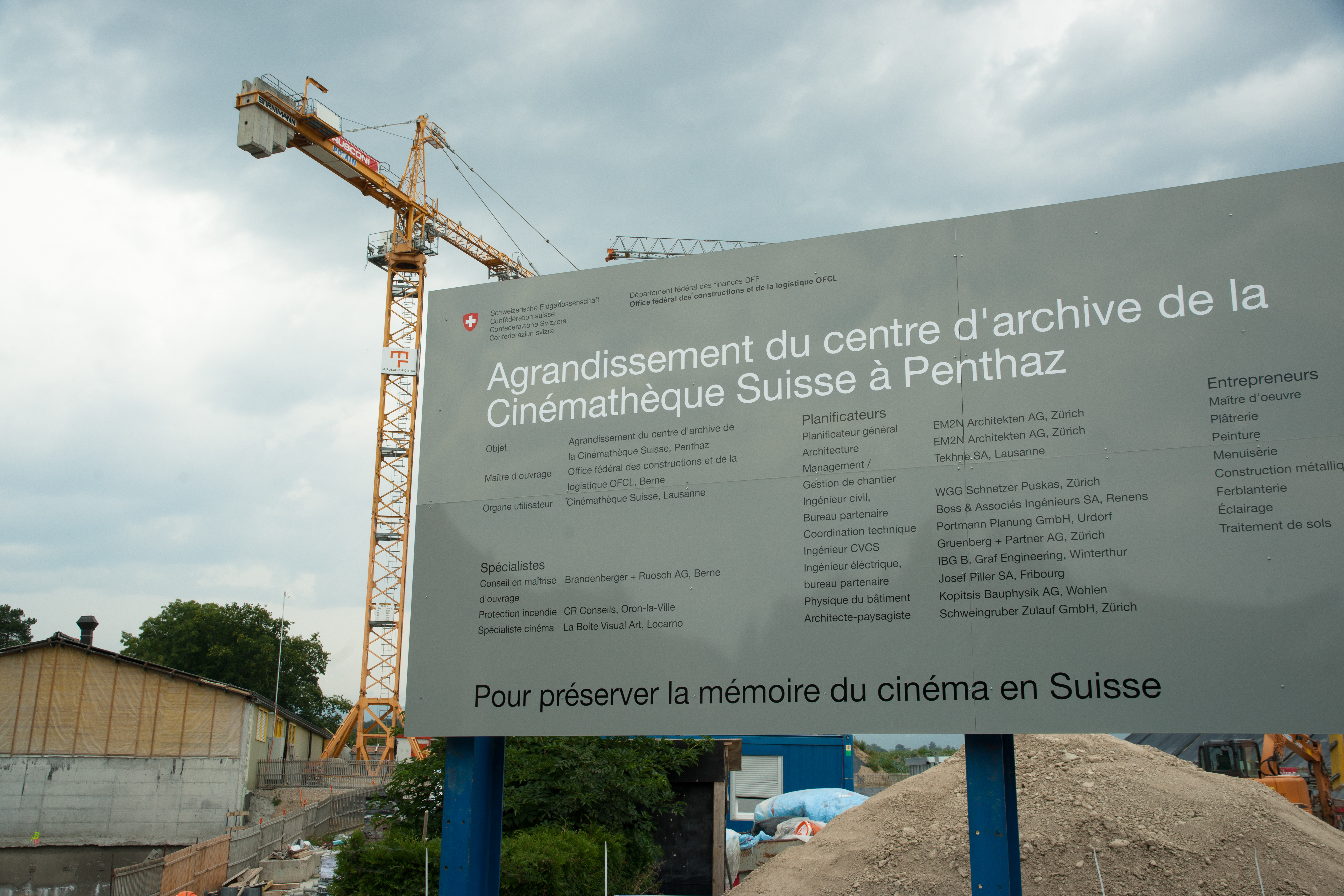
Neubau für das Filmarchiv in Penthaz

Das Schweizer Filmarchiv, in der ganzen Schweiz auch als Cinémathèque suisse bekannt, ist eine private, gemeinnützige, 1943 in Basel gegründete Stiftung, die heute ihren Sitz in Lausanne hat. Sie sammelt, konserviert, restauriert und erschliesst das Filmerbe der Schweiz (Film-, Bild- und Printmedienarchiv).

## Geschichte
Die Cinémathèque suisse hat ihren Ursprung im am 1. Oktober 1943 in Basel gegründeten Schweizerischen Filmarchiv und wurde am 3. November 1948 in Lausanne gegründet. Im Mai 1949 wurden die Bestände des Schweizerischen Filmarchives mit zwei Lastwagen von Basel nach Lausanne transportiert. Im Jahre 1950 erhielt das Filmarchiv eine erste Subvention der Stadt Lausanne, die ihm auch Räumlichkeiten zur Deponierung der Filme zur Verfügung stellte. Von den kulturellen Kreisen blieb aber jegliche Unterstützung aus, der Kanton Waadt wollte von dieser Institution damals nichts wissen, und der Eidgenossenschaft fehlten die gesetzlichen Grundlagen für ein Engagement. Die Schulden nahmen bedrohliche Ausmasse an.
Im Jahre 1951 stiess der Journalist und Kunstkritiker Freddy Buache zur Gründungsgruppe, und am 18. September 1981 wurde der Verein in eine Stiftung umgewandelt.
Die Ziele dieser Stiftung sind:
- Dokumente aus den Bereichen Filmkunst und -technik aufnehmen und erhalten, egal, aus welcher Herkunft;
- die institutseigenen Bestände erweitern, konservieren, restaurieren und präsentieren;
- ein Landesmuseum gründen sowie ein Forschungszentrum zur Filmkunst und -technik bilden;
- dem Gemeinwohl dienen und keinerlei Gewinnziele verfolgen.

Seit 1. August 2002 hält der Art. 5 Bst. c. des Schweizerischen Filmgesetzes vom 14. Dezember 2001 fest, dass der Bund die Archivierung und Restaurierung von Filmen finanzieren oder in anderer Weise unterstützen kann. Seither wird die Stiftung zu zwei Dritteln vom Bund, vom Kanton Waadt und von der Stadt Lausanne subventioniert.
2019 bestand die Sammlung aus 80'000 Filmtiteln beziehungsweise 600'000 Filmspulen, 2,8 Millionen Fotografien, einer Million Plakaten, 26'000 Büchern, 720'000 Zeitschriften, 10'000 Drehbüchern, über 120 Nachlässen und Sammlungen, 240'000 Dossiers, 1'500 Filmapparaten sowie einer grossen Anzahl Diapositiven, Bildträgern wie Glasplatten und Ektachromes und in geringerem Ausmass auch Originalzelluloiden, Trickfilmfiguren, Kulissen, Festivalpokalen und grafischen Werken.

## Leiter
- 1951–1996: Freddy Buache
- 1996–2008: Hervé Dumont
- 2008: ad interim Marc Wehrlin, nachdem der im Herbst 2007 zum Nachfolger Dumonts gewählte Vinzenz Hediger auf das Amt verzichtet hatte[1]
- seit November 2009: Frédéric Maire[2]